# Nissernes Ø
Nissernes Ø er den 3. tv-julekalender i serien om Nissebanden, der blev sendt på DR første gang i 2003 og genudsendt i 2008, 2017 og 2022.
Julekalenderen udspiller sig både i Holme-Olstrup i Danmark, på Sankt Croix og i Grønland. Julekalenderen fungerer meget som en hyldest til afdøde skuespiller Arne Hansen, som spillede Hr. Mortensen i de to første Nissebanden. F.eks. siger Jesper Christensens figur, Günther, på et tidspunkt: "Hr. Mortensen... En tragedie, at den mand skulle på pension". Og Hr. Mortensen bliver omtalt som en halvgud, selvom han var et stort mobbeoffer, i de to første kalendere.

## Handling
Seriens handling er bygget op omkring salget af de dansk-vestindiske øer i 1917, hvor julenisserne fra møllen i Holme-Olstrup bliver hidkaldt af de tilbageværende nisser på øerne, særligt øen Sankt Croix, hvor de glemte nisser lever på et fort.
En falsk julemand, der kalder sig for Santa, har solgt julen til rigmanden Fornøje-Frederik for at gøre nisserne på Sankt Croix mere kendte. Men Fornøje Frederik har andre planer. Storfangeren i Grønland har hentet den magiske isdiamant Hjertets Renhed fra gudinden Sedna, kaldet "Havets Moder," men er kommet til at give den til Santa i stedet for den sande Julemand, hvormed Santa har fået magiske kræfter, som han kan bruge til at lade som om, at han er den rigtige Julemand. Men uden Hjertets Renhed i Julemandens varetægt, så vil fangstdyrene, som er viklet ind i Havets Moders hår, ikke dukke op, så de kan jages, så det er vigtigt at den bliver bragt tilbage til Julemanden. Det sker én gang om året, at storfangeren drager ud til kysten, for at få Hjertets Renhed af Havets Moder og bringe den til Julemanden, hvor den vil blive opbevaret i et isskrin udenfor Julemandens kongsgård, for enden af Narhvalens Tand.
Den grønlandske myte om Sedna, også kaldet Havets Moder, er en sand legende, der stammer fra gammel grønlandsk mytologi. Hun er gudinden for havet og dyrene og det er i hendes hår, at verdens dyr stammer fra. Når fangsten går dårligt, skal en shaman eller åndemaner drage ud til hende og kæmme hendes hår, således at dyrene kan blive viklet ud af det, hvorfor den magiske kam i kælderen under Nissebandens hemmelige vandmølle i Holme Olstrup også er et vigtigt element i historien. For kun ved at bringe denne kam til Havets Moder kan man få skabt en ny Hjertets Renhed, i tilfælde af, at den bliver destrueret.

## Medvirkende
Det var kun nissen Lunte (Flemming Jensen), der er genganger fra de to tidligere kalendere. De andre i den nye nissebande er fitnisse Figur Figursson spillet af Søren Pilmark, komfurnisse Sugar spillet af Pia Rosenbaum, universitetsnisse Pyt spillet af Trine Gadeberg og calypsonisse Jo Jo spillet af Roger Matthisen. Den bananglade forretningsmand Fornøje Frederik spillet af Niels Olsen. Den lumske julemand Santa eller Skrivernissen Günther spiller af Jesper Christensen. Det eneste menneske der har har stået ansigt til skæg med Julemanden Hr Fiffig-Jørgensen spillet af Christoffer Bro, og hans kone Fru Fiffig-Jørgensen spillet af Terese Damsholt, der har deres elskede søn Fiffig Junior spillet af Mick Øgendahl. Vagtnissen på nissefortet Vagtnissen Vagn spillet af Kristian Halken. Nissedoktoren spillet af Jan Gintberg. Troldkvinden Jinx spillet af Søs Egelind. Brugsuddeleren i Holme-Olstrup spillet af Jesper Klein. Storfangeren spilles af Rasmus Lyberth, mens Kasáluk Qavigaq spiller storfangerens kone.

## Produktion
Serien er produceret for DR af Frontier Media A/S. Alle scener, der er optaget udendørs i vestindien, er filmet på øen Sankt Croix, delvis på fortet Christiansværnsfort, som er det bedst bevarede af de fem tilbageværende danske forter på de dansk-vestindiske øer, og i byen Christiansted, hvor fortet også befinder sig, på Sankt Croix. De fleste af scenerne, der udspiller sig indendørs i bygninger på øen er optaget i Danmark, ofte i studier, særligt på grund af sikkerhed mht. heden på øen.
Med hensyn til varmen på Sankt Croix, har Flemming Jensen engang på fjernsyn fortalt, at Pia Rosenbaum havde en særlig åbning eller "dør" i sin særligt store og tunge hue som komfurnissen Sugar, som kunne åbnes for at lede varmen ud og væk fra hendes hoved, og at hun stort set mellem hver optagelse åbnede op for den, så hun ikke skulle besvime.[kilde mangler]

## Oprindelse
Historien fandtes i en kortere version på siden Santa Claus of Greenland (santa.gl) fra 2001-2003 med titlen Lunte og sagen om den falske Julemand uden forfatteroplysning. Medvirkende er Lunte, Jo-Jo, Mette Wuns, Julemanden, Rudolf og nogle grønlandske nisser, der minder lidt om fortnisserne. Pyt, Hr og Fru Fiffig-Jørgensen, Junior, Sugar, Figur Figurson, Vagtnissen Vagn, de øvrige fortnisser, Fornøje-Frederik, storfangeren m. familie og åndemaneren er senere tilføjelser i DRs julekalender.
Derudover er selve idéen til en julefortælling om nisser, der er blevet glemt på øen Sankt Croix i 1917, da danskerne solgte øen og tog hjem, inspireret af Flemming Jensens egen bog fra 1997, De dansk vestindiske nisser - En julefortælling for voksne, selv om bogen dog som titlen indikerer er for voksne frem for børn.[kilde mangler]